# Handball-Oberliga Sachsen 1994/95
Die Handball-Oberliga Sachsen 1994/95 wurde unter dem Dach des Handball-Verbandes Sachsen (HVS) organisiert. Sie war die höchste Spielklasse des Landesverbandes Sachsen und wurde hinter der Regionalliga als vierthöchste Spielklasse im deutschen Ligensystem eingestuft.

## Saisonverlauf
Die Oberliga Sachsen 1994/95 war die vierte Ausspielung der Handball-Oberligasaison. Meister wurde der SG LVB Leipzig, der sich damit auch für die Regionalliga Süd 1995/96 qualifizierte.

### Modus
Es wurde eine Hin- und Rückrunde gespielt. Nach Abschluss der daraus resultierenden 26 Spieltage stieg der Sachsenmeister in die Regionalliga Süd auf, während die letzten drei Mannschaften in die Verbandsligen absteigen mussten. Der Modus war für Männer und Frauen gleich.

## Teilnehmer und Platzierungen
Nicht mehr dabei waren Auf- und Absteiger der Vorsaison. Neu hinzu kamen die Aufsteiger (N) aus der Verbandsligen. 

### Männer
 1. SG LVB Leipzig
- 2. ESV Lok Hoyerswerda (N)
- 3. TuS SMB Chemnitz
- 4. 1. SV Concordia Delitzsch
- 5. ESV Lok Leipzig-Mitte
- 6. HC Einheit Plauen (N)
- 7. Zwönitzer HSV 1928
- 8. EHV Aue II
- 9. SV 04 Plauen-Oberlosa
- 10. SV Glauchau
- 11. ISG Hagenwerder

 12. TuS Staucha/Hof (N)

 13. BSV Limbach-Oberfrohna

 14. SC DHfK Leipzig II

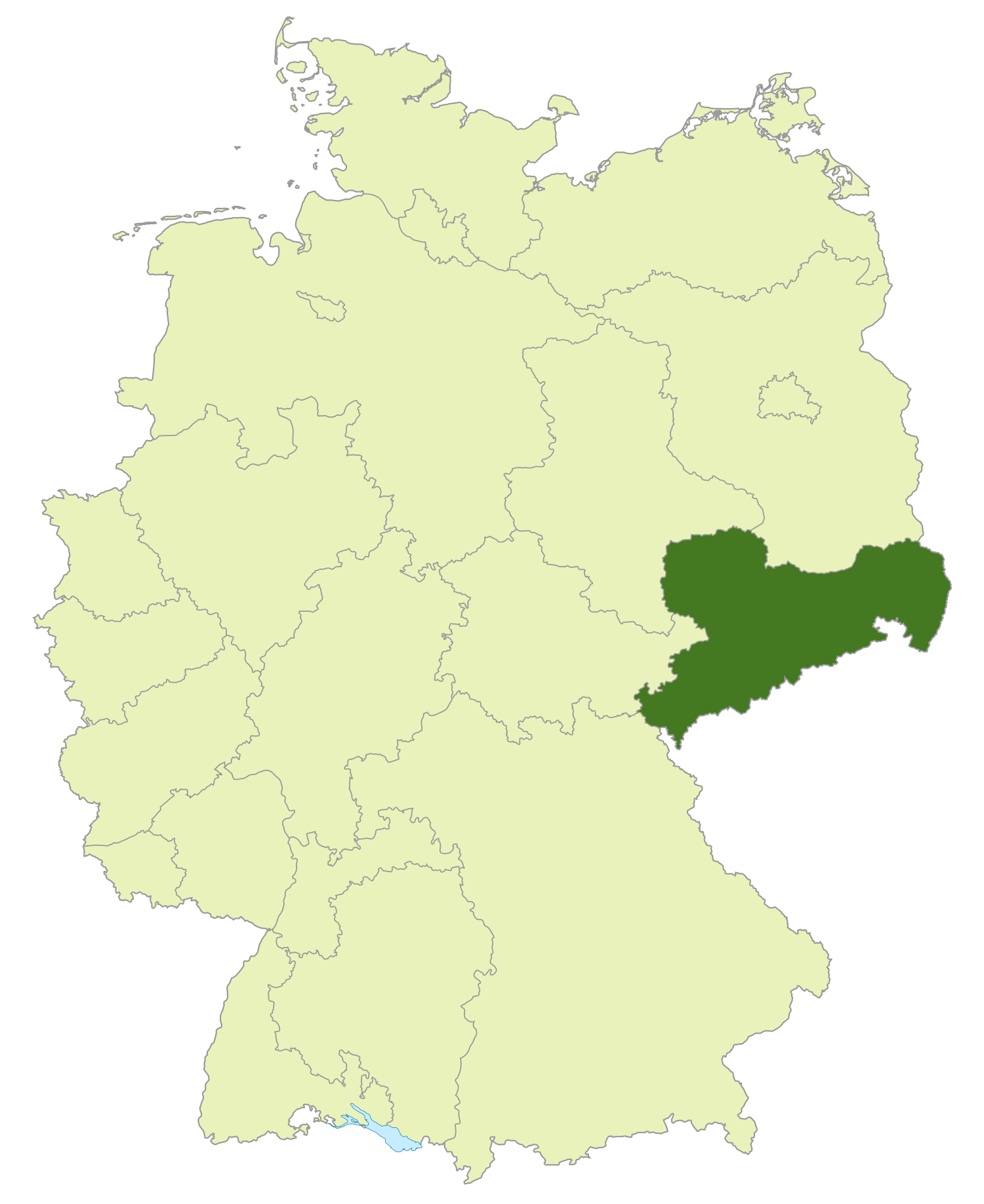
Bereich „Handball-Verband Sachsen“ (grün)

(A) = Absteiger aus der Regionalliga Süd (N) = neu in der Liga

 Sachsenmeister und Aufsteiger zur Regionalliga Süd 1995/96
- Für die Oberliga  1995/96 qualifiziert

 Absteiger in die Verbandsliga
- SV Glauchau fortan HSV Glauchau